# キリアン・オーフェルメイレ
キリアン・オーフェルメイレ（Killian Overmeire、1985年12月6日 - ）は、ベルギーのサッカー選手。元ベルギー代表。ポジションはMF。

## クラブ歴
ロケレンに生まれ、地元のスポルティング・ロケレンの下部組織から2003年夏にトップチームに昇格。以降ロケレンが破産しテムセと合併して再スタートする憂き目もあったが一筋で出場を重ねた。

## 代表歴
アンダー代表としてUEFA U-19欧州選手権2004、UEFA U-21欧州選手権2007に出場した。
2008年11月19日に行われたルクセンブルク代表との親善試合でギヨーム・ジレと交代で途中出場し、ベルギー代表となった。